# رسوایی (فیلم ۲۰۰۸)
رسوایی (به انگلیسی: Disgrace) یا بدنامی فیلمی محصول سال ۲۰۰۸ و به کارگردانی استیو جاکوبس است. در این فیلم بازیگرانی همچون جان مالکوویچ، جسیکا هاینس و اریک ابوآنی ایفای نقش کرده‌اند.
این فیلم بر اساس رمان بدنامی نوشته جان ماکسول کوتسی ساخته شده‌است.